# Anonyx debruynii
Anonyx debruynii is een vlokreeftensoort uit de familie van de Uristidae. De wetenschappelijke naam van de soort is voor het eerst geldig gepubliceerd in 1882 door Hoek.